# Hart District
Hart är ett distrikt (motsvarande kommun) i grevskapet Hampshire i England, Storbritannien. Distriktet har 100 910 invånare (2022). Enda större ort är Fleet. Distriktet är indelat i 21 civil parishes.